# 金宣佑
金 宣佑（キム・ソヌ、1970年 - ）は、大韓民国の詩人。江原道江陵市出身。江原大学校国語教育科を卒業。

## 略歴
1996年「創作と批評」の冬号に詩『大関嶺旧道(대관령 옛길)』など十篇の詩を発表し、登壇した。現在「シヒム」同人として活動している。2004年第49回現代文学賞、2007年第9回千祥炳詩賞を受賞した。

## 作品
- 『私の舌が口の中に付いていることを拒否したとしたら』(내 혀가 입 속에 갇혀 있길 거부한다면)(創作と批評、2000)
- 『桃花の下で眠りにつく(도화 아래 잠들다)』(創批、2003)
- 『私の体の中に眠る人は、何方かしら(내 몸속에 잠든 이 누구신가)』(文学と知性社、2007)
- 『水の下に月が開ける時（물 밑에 달이 열릴 때）』(創批、2002)

| スタブアイコン | サブスタブ | この項目は、まだ閲覧者の調べものの参照としては役立たない、人物に関連した書きかけの項目です。この項目を加筆・訂正などしてくださる協力者を求めています（P:人物伝/PJ:人物伝）。 |